# Кудряшов, Геннадий Трофимович
Геннадий Трофимович Кудряшов (10 августа 1917 — 31 декабря 1966) — советский военный деятель, контр-адмирал, участник Великой Отечественной войны.

## Биография
Геннадий Трофимович Кудряшов родился 10 августа 1917 года в селе Наро-Фоминское Московской губернии. В 1936 году был призван на службу в Военно-морской флот СССР. В 1940 году окончил Высшее военно-морское училище имени М. В. Фрунзе. Командовал БЧ-1 на подводных лодках «М-72» и «Щ-323» на Балтийском флоте. Здесь его застало начало Великой Отечественной войны.
На протяжении первых двух лет войны Кудряшов продолжал служить на подлодке «Щ-323». Много раз в сложных навигационных условиях, при сильном шторме, в условиях мощных минных заграждений и противолодочной обороны врага, умело маневрируя, проводил по назначению свою подводную лодку. Уже за первые несколько месяцев боевых действий Кудряшов со своим экипажем потопил 2 танкера и 2 транспорта. С февраля 1943 года командовал БЧ-1 подводной лодки «К-56», а с сентября 1944 года был помощником командира сначала подводной лодки «К-52», а затем подводной лодки «Щ-407». Быстро освоив организацию службы, он уже вскоре участвовал в боевых выходах, добившись хорошего взаимодействия боевых постов. Во время атак немецких кораблей на Балтике Кудряшов всегда быстро и правильно производил все необходимые расчёты.
После окончания войны продолжал службу в Военно-морском флоте СССР. Командовал рядом подводных лодок на Балтийском и Северном флотах, затем командовал бригадой, дивизионом подлодок. В 1952 году окончил основной факультет Военно-морской академии имени К. Е. Ворошилова. В 1959—1961 годах командовал подводными силами Северного флота. В апреле 1962 года был назначен начальником Учебного центра Военно-морского флота СССР, расположенного в городе Палдиски Эстонской ССР, который являлся крупнейшим учебным центром атомного подводного флота Советского Союза. Скончался 31 декабря 1966 года, урна с прахом захоронена на Новодевичьем кладбище Москвы.

## Награды
- Орден Ленина (27 ноября 1941 года);
- 2 ордена Красного Знамени (13 марта 1945 года, 5 ноября 1954 года);
- 2 ордена Красной Звезды (20 июля 1945 года, 27 декабря 1951 года);
- Медали «За боевые заслуги» (5 ноября 1946 года), «За оборону Ленинграда», «За взятие Кёнигсберга» и другие медали.